# Csaba Szekeres
Csaba Szekeres (ˈtʃɒbɒ ˈsɛkɛrɛʃ) (* 30. Januar 1977 in Budapest) ist ein ehemaliger ungarischer Radrennfahrer.

## Sportliche Laufbahn
Csaba Szekeres wurde 1998 ungarischer Meister im Straßenrennen, im Einzelzeitfahren belegte er Rang zwei. Im Jahr 2000 kam er zu dem italienischen Radsportteam Selle Italia, für das er drei Jahre lang fuhr. 2001 wurde er nationaler Vize-Meister im Straßenrennen, 2002, 2003 wie 2004  nationaler Vize-Meister im Zeitfahren, 2005 errang er den nationalen Zeitfahrtitel. Vier Mal startete er bei UCI-Straßen-Weltmeisterschaften im Einzelzeitfahren. Nachdem er 2007 Dritter der ungarischen Straßenmeisterschaft geworden war, beendete er seine Radsportlaufbahn.

## Palmarès
1998
- Ungarischer Meister – Straßenrennen

2005
- Ungarischer Meister – Einzelzeitfahren

## Teams
- 2000 Aguardiente Nectar-Selle Italia
- 2001 Selle Italia-Pacific
- 2002 Colombia-Selle Italia
- 2006 P-Nívó Betonexpressz 2000 Kft.se
- 2007 P-Nívó Betonexpressz 2000 Kft.se